# Pronous quintana
Pronous quintana är en spindelart som beskrevs av Levi 1995. Pronous quintana ingår i släktet Pronous och familjen hjulspindlar. Inga underarter finns listade i Catalogue of Life.